# Duke of Roxburghe

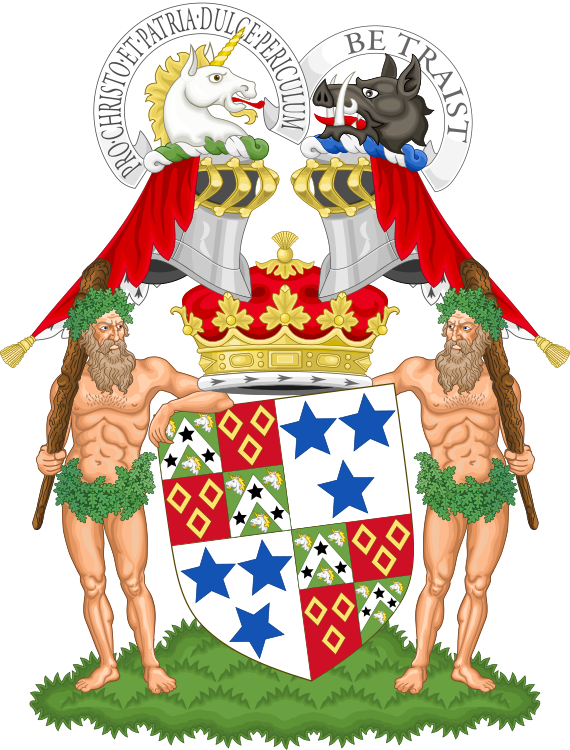
Wappen des Duke of Roxburghe

Duke of Roxburghe ist ein erblicher britischer Adelstitel in der Peerage of Scotland, benannt nach der Stadt und Burg Roxburgh in Schottland.

## Verleihung und nachgeordnete Titel

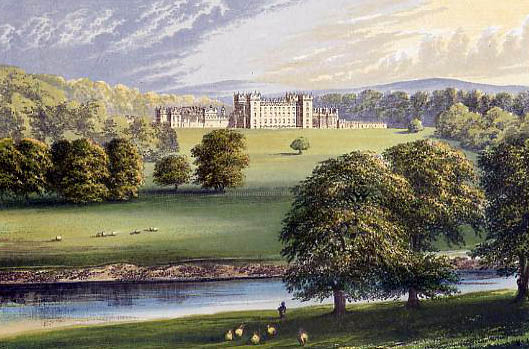
Floors Castle, Schottland

Der Titel wurde am 25. April 1707 in Anerkennung seiner Verdienste beim Zustandebringen des Act of Union 1707 an John Ker, 5. Earl of Roxburghe verliehen, zusammen mit den nachgeordneten Titeln Marquess of Bowmont and Cessfurd, Earl of Kelso und Viscount of Broxmouth. Es war das letzte Dukedom, dass in der Peerage of Scotland verliehen wurde.
Bereits seinem Ur-urgroßvater Robert Ker waren 1600 der Titel Lord Roxburghe und 1616 die Titel Earl of Roxburghe und Lord Ker of Cessford and Cavertoun verliehen worden, alle in der Peerage of Scotland. Der 1. Duke hatte diese Titel 1696 geerbt und führte sie ab 1707 als nachgeordnete Titel des Dukedoms.
Dem 6. Duke wurde am 11. August 1837 in der Peerage of the United Kingdom der Titel Earl Innes verliehen.
Der älteste Sohn des jeweiligen Titelinhabers führt als dessen Erbe (Heir apparent) den Höflichkeitstitel Marquess of Bowmont and Cessford.
Seit dem Erwerb durch Robert Ker, 1. Earl of Roxburghe im Jahre 1600 ist Floors Castle bei Kelso in Schottland bis heute der Stammsitz der Familie.

## Weitere Titel
Dem späteren 2. Duke waren 1722 in der Peerage of Great Britain die Titel Earl Ker, of Wakefield in the County of York und Baron Ker, of Wakefield in the County of York verliehen worden. Diese erloschen beim Tod des 3. Duke 1804.
Der spätere 4. Duke hatte 1797 den 1661 in der Peerage of Scotland geschaffenen Titel 7. Lord Bellenden, of Broughton, geerbt. Dieser erlosch jedoch bei seinem Tod 1805.

## Liste der Earls und Dukes of Roxburghe

### Earls of Roxburghe (1616)

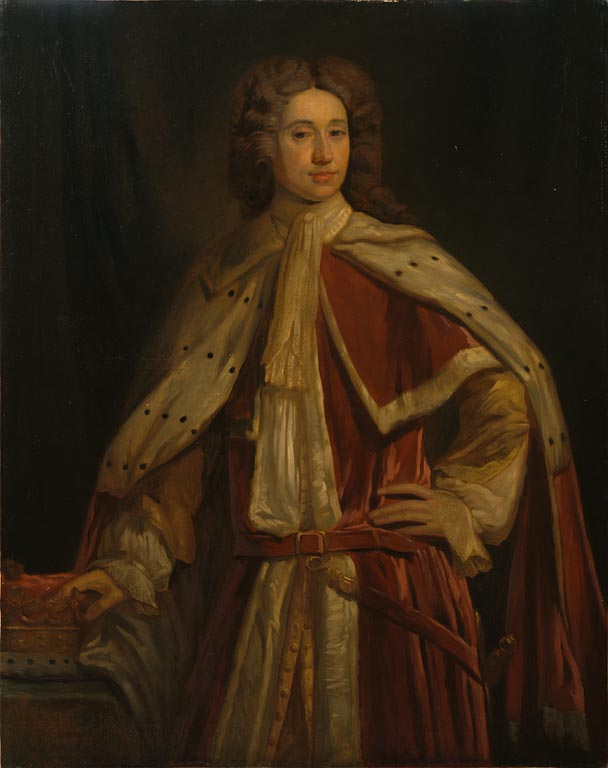
John Ker, 1. Duke of Roxburghe

- Robert Ker, 1. Earl of Roxburghe (1570–1650)
- William Ker, 2. Earl of Roxburghe (1622–1675)
- Robert Ker, 3. Earl of Roxburghe (um 1658–1682)
- Robert Ker, 4. Earl of Roxburghe (um 1677–1696)
- John Ker, 5. Earl of Roxburghe (um 1680–1741) (1707 zum  Duke of Roxburghe erhoben)

### Dukes of Roxburghe (1707)
- John Ker, 1. Duke of Roxburghe (um 1680–1741)
- Robert Ker, 2. Duke of Roxburghe (um 1709–1755)
- John Ker, 3. Duke of Roxburghe (1740–1804)
- William Bellenden-Ker, 4. Duke of Roxburghe (1728–1805)
- James Innes-Ker, 5. Duke of Roxburghe (1736–1823)
- James Innes-Ker, 6. Duke of Roxburghe (1816–1879)
- James Innes-Ker, 7. Duke of Roxburghe (1839–1892)
- Henry Innes-Ker, 8. Duke of Roxburghe (1876–1932)
- George Innes-Ker, 9. Duke of Roxburghe (1913–1974)
- Guy Innes-Ker, 10. Duke of Roxburghe (1954–2019)
- Charles Innes-Ker, 11. Duke of Roxburghe (* 1981).

Titelerbe (Heir Presumptive) ist der Bruder des jetzigen Dukes, Lord Edward Arthur Gerald Innes-Ker (* 1984).